# Monkstrap

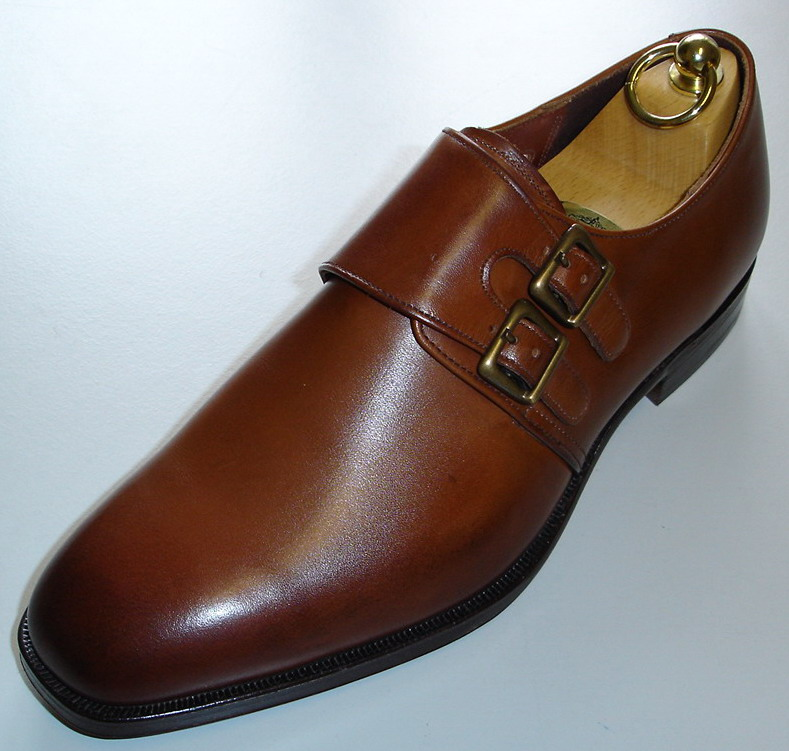
Doppelmonk (Grenson)

Der Monkstrap (oder kurz auch Monk genannt) ist ein Grundmodell klassischer Herrenhalbschuhe im Derbyschnitt, welches statt einer Schnürung mit einem (oder zwei) Riemen verschlossen wird.

## Historisches
Laut einer US-amerikanischen Quelle sollen Monkstraps auf Schuhwerk alpenländischer Mönche aus dem 15. Jahrhundert zurückgehen. Diese Behauptung entbehrt jedoch eines Belegs. Im Gegenteil, die Schaftschnitte von Mönchsschuhen weisen zwar einen Riemenverschluss auf, doch verläuft dieser nicht von der Schuhinnenseite nach außen, sondern zieht auf der Außenseite nach oben, um dann durch eine Schlaufe gezogen wieder abwärts zu verlaufen und dort fixiert zu werden. Ein gesicherter Beleg der Existenz des Monkstraps stammt hingegen erst aus dem Jahr 1901.

## Merkmale und Varianten

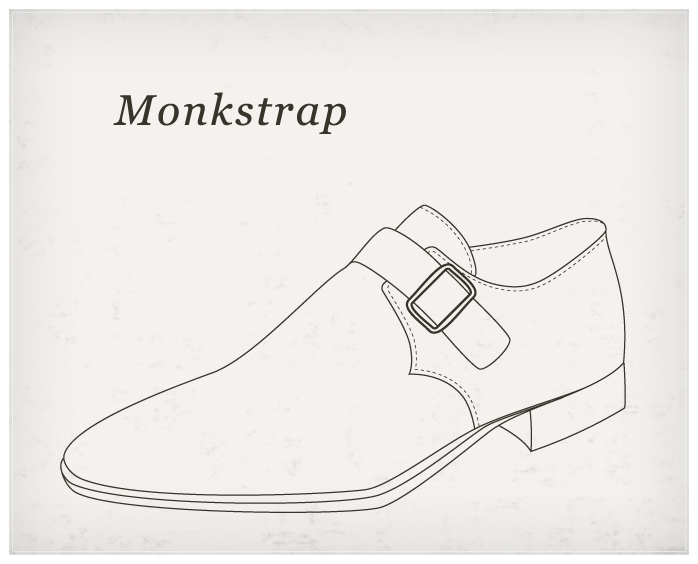
Monkstrap

Der Schaftgrundschnitt eines Monkstraps entspricht dem eines Derbys, wobei das innere hintere Schaftteil, das so genannte Quartier, in einen oder zwei Riemen ausläuft, die mit einer bzw. zwei auf der Spitze des äußeren hinteren Schaftteils befindlichen Dornschließe geschlossen werden. Monks mit zwei Riemenverschlüssen werden Doppelmonks genannt. Monkstraps gibt es in den Kollektionen aller Hersteller klassischen rahmengenähten Herrenschuhwerks. Monks sind meist unverziert, doch gibt es sie auch als Halfbrogues und recht selten auch mit einer verzierten Flügelkappe.

## Verwendung
Bis auf sehr förmliche Anlässe sind Monks zu fast allen Kleidungsstilen kombinierbar – von der Jeans bis zum Geschäftsanzug. Modische und normalerweise in geklebter Machart gefertigte Monkstraps haben eine auffallend große Verschlussschnalle. Rahmengenähte, höherwertige Monks sind diesbezüglich wesentlich zurückhaltender. Die Verschlussschnalle kann silber, schwarz, braun oder messingfarben sein.